# Xystrocera rhodesiana
Xystrocera rhodesiana es una especie de escarabajo longicornio del género Xystrocera, categorizada en la tribu Xystrocerini, de la subfamilia Cerambycinae. Fue descrita por Veiga-Ferreira en 1954.

## Descripción
Mide 18 mm de longitud.

## Distribución
Se distribuye por Zambia y Zimbabue.